# KISS (újralégző-készülék)
KISS (Keep It Simple Stupid elvről) újralégző-készülék (rebreather), a kanadai Jetsam Industries által gyártott autonóm búvárkészülék főleg roncsbúvárok és barlangi búvárok számára.
A készülék feltalálója Gordon Smith volt.
A KISS Classic zárt körű légző-készüléket 2000-től gyártották, amelyet 2004-ben a KISS Sport kisebb és könnyebb változata követett.
Ezek voltak az első civil újralégző-készülék modellek, amelyek oxigén-befecskendező rendszerrel rendelkeztek.
Mindkét típus zárt körben működött, állandó térfogatáramlattal.
Az oxigén állandó áramlással vagy kézzel állítható szelepen keresztül jut a rendszerbe.
Folyamatos áramlású üzemmódban az oxigént egy 0,0035 mm átmérőjű fúvókán keresztül juttatják a rendszerbe. Az oxigén adagolás állítható, a felső határ 1,6 bar, de a normál érték 0,5 - 0,7 bar.
A kézi üzemmódban az oxigént a kézi szelep megnyomásával juttatják be a rendszerbe, a merülési mélységtől és a munka jellegétől függően.
A légzési gáz bejuttatása egy automatikus szelep segítségével történik, amely kompenzálja a  légzőzsák nyomását a merülés során, a mélységtől függően vagy amikor a búvár teljes belégzést végzett a tömlőn keresztül.
A légzőkészülék használhat sűrített levegőt vagy Trimixet, valamint Nitroxot kis mélységű merüléseknél.
A részleges oxigénnyomást három R22D Teledyne érzékelő ellenőrzi egymástól függetlenül.
Mindkét modell rendelkezik nyitott körű működési lehetőséggel vészhelyzetben (hypercapnia, hiperoxia, hipoxia) vagy véletlen vízbehatolás esetén.

## Műszaki adatok
- Maximális mélység: KISS Classic: 75 m / KISS Spirit: 50 m
- Kapacitás palacktartalom: Mindkét modell 2 darab 368 literes alumíniumpalackkal rendelkezik az oxigénnek és a oldószernek.
- Kapacitás CO 2 (tisztítószer tartály) : Classic: 2,3 kg (egyes tartály) / Spirit: 2,3 kg Sofnolime (kettős tartály)
- Méretek: Classic: 54 x 36 x 20 cm / Sport: 56 x 51 x 13 cm
- Súly: Classic: 22 kg / Spirit: 17,5 kg

Jelenleg a KISS Rebreather LLC gyártja több változatban, javított tulajdonságokkal: Classic Explorer, Spirit Sidewinder, Orca Spirit, Spirit LTE, GEM SCR, Sidekick SCR és GS CCR.
A KISS újralégző-készülékek nem rendelkeznek CE minősítéssel.

## Fordítás
- Ez a szócikk részben vagy egészben  a   KISS (recirculator) című román Wikipédia-szócikk fordításán alapul.  Az eredeti cikk szerkesztőit annak laptörténete sorolja fel. Ez a jelzés csupán a megfogalmazás eredetét és a szerzői jogokat jelzi, nem szolgál a cikkben szereplő információk forrásmegjelöléseként.
- Ez a szócikk részben vagy egészben  a   KISS (rebreather) című angol Wikipédia-szócikk fordításán alapul.  Az eredeti cikk szerkesztőit annak laptörténete sorolja fel. Ez a jelzés csupán a megfogalmazás eredetét és a szerzői jogokat jelzi, nem szolgál a cikkben szereplő információk forrásmegjelöléseként.